# Fromage de Herve
El Fromage de Herve (en español, «Queso de Herve») es un queso de leche de vaca no pasteurizada que se produce en Bélgica. La zona de producción está limitada al sur por el Vesdre y el Ourthe, al oeste por el Mosa, al norte por la frontera holandesa y al este por la frontera alemana, excluyendo la zona de Fourons, donde la producción de "Fromages de Herve" se ha reducido al mínimo.
Se ha producido desde el siglo XV en las granjas de una región de pastos en torno a Herve. Los ganaderos de finales de la Edad Media deseaban conservar los excedentes de producción de leche hasta el comienzo del invierno mediante la fermentación de la tradicional maquée o fromage blanc (queso fresco). Con Carlos V quedó prohibido exportar trigo a los Países Bajos, lo que determinó que los habitantes de la región transformaran parte de su tierra, dedicándola a pradería, diversificándose la producción de queso. 
Se obtiene de leche de vaca y se elabora de acuerdo con los procedimientos usados en la región de Herve. Se envejece de forma natural en cuevas húmedas. La materia grasa es de 45%. Su forma es de paralelepípedo o cubo. Pesa 50, 100, 200 o 400 gramos. Se trata de un queso de corteza lavada por lo que su exterior es de un brillante marrón rojizo, creado por la bacteria que crece durante sus tres meses de maduración. Su interior es de color amarillo claro. La pasta es homogénea, firme, untuosa. Cuando se corta un herve, el queso bajo la corteza es más untuoso, el sabor más curado y el grado de madurez disminuye hacia el centro. El sabor se acentúa durante el periodo de maduración. Cuando está fresco, el interior es dulce, y con el paso del tiempo se hace especiado. Es un queso tipo limburger: acre y suave. Puede encontrarse comercializado con hierbas como perejil o cebollino. Se produce en tres calidades distintas: extracremoso, cremoso y leche parcialmente desnatada. Debido a que es muy fuerte, el herve conviene tomarlo con pan integral y cerveza. 
La etiqueta colectiva Herve origine es marca protegida para el Benelux desde 1987; la denominación local Fromage de Herve sólo se puede aplicar a quesos producidos y curados en el área geográfica concreta ya descrita. Está considerado como uno de los quesos más populares de Bélgica.